# Romaney

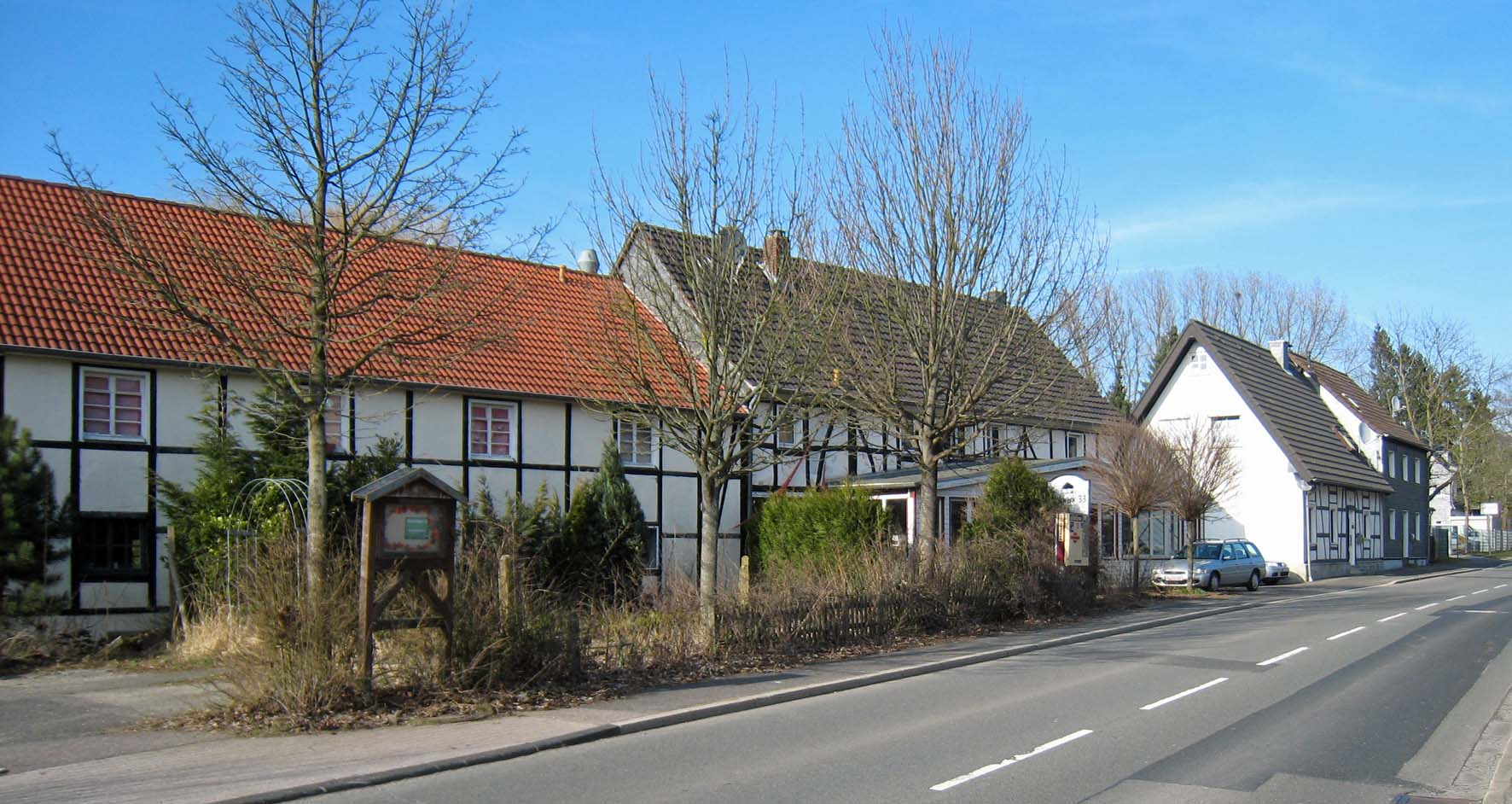
Ortsmitte von Romaney

Romaney ist ein Stadtteil von Bergisch Gladbach und gehört unter Nr. 31 zum Statistik-Bezirk 3 der Stadt.

## Geschichte
Die Ortschaft Romaney ist ein Teilstück der Romaneyer Straße, die von der Odenthaler Straße in Hebborn bis zur Stadtgrenze an die Alte Wipperfürther Straße in der Gemeinde Kürten führt. Der Straßenname bezieht sich auf den Weiler Romaney, den das Urkataster beiderseits der alten „Straße von Mülheim nach Wipperfürth“ verzeichnet. Romaney ist aus einer vermutlich spätmittelalterlicher Siedlungsgründung hervorgegangen, die erstmals 1448 als „Rumenye“ Erwähnung fand. Um 1450 scheint die Siedlung verlassen gewesen zu sein. In der ersten Hälfte des 16. Jahrhunderts wird der Hof unter den Lehngütern der Herrschaft Strauweiler in Odenthal aufgeführt. Bis in das frühe 20. Jahrhundert hatte sich aus der Hofstelle ein kleiner Weiler mit sechs Ackergütern und 34 Einwohnern entwickelt.
Die Topographia Ducatus Montani des Erich Philipp Ploennies, Blatt Amt Porz, belegt, dass der Wohnplatz 1715 mit zwei Höfen unter dem Namen Rommeneg bezeichnet wurde.’Carl Friedrich von Wiebeking benennt die Hofschaft auf seiner Charte des Herzogthums Berg 1789 als Rommeneg. Aus ihr geht hervor, dass Romaney zu dieser Zeit Teil der Honschaft Combüchen im Kirchspiel Paffrath war.
Unter der französischen Verwaltung zwischen 1806 und 1813 wurde das Amt Porz aufgelöst und Romaney wurde politisch der Mairie Gladbach im Kanton Bensberg zugeordnet. 1816 wandelten die Preußen die Mairie zur Bürgermeisterei Gladbach im Kreis Mülheim am Rhein. Mit der Rheinischen Städteordnung wurde Gladbach 1856 Stadt, die dann 1863 den Zusatz Bergisch bekam.
Der Ort ist auf der Topographischen Aufnahme der Rheinlande von 1824 als Romeneg und ab der Preußischen Uraufnahme von 1840 auf Messtischblättern regelmäßig als Romaney verzeichnet.
| Jahr | Einwohner | Wohn- gebäude | Kategorie | Politische / kirchliche Zugehörigkeit |
| ---- | --------- | ------------- | --------- | ------------------------------------- |
| 1822 | 22        |               | Hofstelle | Rommeneg gen.                         |
| 1830 | 46        |               | Hofstelle | Rommeneg gen.                         |
| 1845 | 32        | 5             | Hofstelle |                                       |
| 1871 | 29        | 5             | Hofstelle |                                       |
| 1885 | 41        | 8             | Wohnplatz |                                       |
| 1895 | 40        | 8             | Wohnplatz |                                       |
| 1905 | 34        | 6             | Wohnplatz |                                       |

Romaney war zu der Zeit Teil der katholischen Pfarre Paffrath.
In der Umgebung von Romaney waren in der Mitte des 19. Jahrhunderts mehrere Gruben auf die Gewinnung von Eisenerz verliehen. Die beiden größten waren die Grube Albert, verliehen am 22. Mai 1849, und Grube Prinz Wilhelm, verliehen am 21. September 1848.

## Bevölkerung
Nach der EDV-Einwohnerdatei verfügte Romaney am 30. Juni 2017 über insgesamt 676 Einwohner (davon 39 Ausländer) und ist damit einer der einwohnerschwächsten Stadtteile der Stadt Bergisch Gladbach. Die Altersgruppe über 65 war mit 209 Einwohnern (davon 9 Ausländer) deutlich stärker als die Altersgruppe unter 18 Jahre mit nur 100 Einwohnern (davon 4 Ausländer).